# يان مانديل
يان مانديل (بالإنجليزية: Jan Mandel)‏ هو رياضياتي أمريكي، ولد في 30 مايو 1954.